# Division No 22 (Manitoba)
Pour les articles homonymes, voir Division No 22.
La division No 22 est une des divisions de recensement du Manitoba (Canada).